# Học viện Biên phòng (Việt Nam)
Học viện Biên phòng (BPH) trực thuộc Bộ Tư lệnh Bộ đội Biên phòng của Bộ Quốc phòng là một trường đại học quân sự đào tạo sĩ quan và nhân viên các chuyên ngành Biên phòng của Việt Nam.
- Cơ sở 1: Phường Sơn Lộc, thị xã Sơn Tây, thành phố Hà Nội.
- Cơ sở 2: Ngõ 62 phố Trần Bình, phường Mỹ Đình 2, quận Nam Từ Liêm, thành phố Hà Nội.

## Ban giám đốc
- Giám đốc: Thiếu tướng, TS Giang Văn Cử
- Chính uỷ: Thiếu tướng, PGS.TS Nguyễn Thái Sinh
- Phó Giám đốc đào tạo: Đại tá, PGS.TS Phạm Tuấn Đợi
- Phó Giám đốc khoa học: Đại tá, PGS.TS Nguyễn Xuân Bắc
- Phó Giám đốc quân sự: Đại tá, TS Nguyễn Ngọc Bằng
- Phó Chính uỷ: Đại tá, TS Nguyễn Xuân Bách

## Tổ chức
Các cơ quan, đơn vị trực thuộc gồm 2 hệ, 05 phòng, 11 khoa, 04 tiểu đoàn, 1 trung tâm huấn luyện thực hành:

### Các Phòng, Ban chức năng
- Hệ đào tạo sau đại học: Hệ trưởng, Đại tá, PGS TS Phạm Lê Xuân Bình
- Hệ đào tạo quốc tế (Lào - Campuchia): Hệ trưởng, Đại tá Trần Văn Bắc
- Phòng Chính trị: Chủ nhiệm chính trị, Đại tá, Thạc sĩ Nguyễn Văn Quý
- Phòng Đào tạo: Trưởng phòng, Đại tá, Tiến sĩ Vũ Hồng Khanh
- Phòng Tham mưu - Hành chính: Trưởng phòng, Đại tá Phạm Văn Vọng
- Phòng Hậu cần: Chủ nhiệm hậu cần, Đại tá, Đào Văn Vương
- Phòng Quản lý khoa học: Trưởng phòng, Đại tá, Tiến sĩ Nguyễn Trọng Kiên
- Ban Tài chính: Trưởng ban, Thượng tá, Nguyễn Đức Mạnh
- Ban Sau đại học: Trưởng ban, Đại tá, Đinh Mạnh Quân
- Ban Khảo thí: Trưởng ban, Trung tá, Nguyễn Thành Minh

### Các khoa đào tạo và nghiên cứu
- Khoa Biên phòng: Trưởng khoa, Đại tá, Phó giáo sư, Tiến sĩ Ngô Hữu Thanh
- Khoa Trinh sát: Trưởng khoa, Đại tá, Tiến sĩ Nguyễn Đức Nhẫn
- Khoa Cửa khẩu: Trưởng khoa, Đại tá, Tiến sĩ Cao Xuân Lý [1]
- Khoa Quân sự: Trưởng khoa, Đại tá, Tiến sĩ Hoàng Minh Dẫn
- Khoa Pháp luật: Trưởng khoa, Đại tá, Tiến sĩ Lê Đình Quang
- Khoa Võ thuật - Đặc nhiệm: Trưởng khoa, Đại tá, Tiến sĩ Đinh Ngọc Hoà
- Khoa Chiến thuật: Trưởng khoa, Đại tá, Tiến sĩ Nguyễn Đình Hùng
- Khoa Mác - Lê-nin: Trưởng khoa, Đại tá, Tiến sĩ Trần Trung Hải
- Khoa Công tác đảng, Công tác chính trị: Trưởng khoa, Đại tá, Tiến sĩ Nguyễn Trung Thanh
- Khoa Khoa học cơ bản: Trưởng khoa, Đại tá, ThS Khuất Cao Khoa
- Khoa Phòng, chống Ma túy và Tội phạm: Trưởng khoa, Đại tá, TS Nguyễn Ngọc Bằng

### Đội ngũ cán bộ
Đội ngũ cán bộ giảng viên hiện tại có: 1 giáo sư, 16 phó giáo sư, 27 tiến sĩ, 139 thạc sĩ.

## Đào tạo
- Cử nhân, các chuyên ngành: Quản lý Biên giới, Trinh sát Biên phòng, Phòng chống ma túy và tội phạm, Quản lý cửa khẩu, Luật.
- Thạc sĩ, các chuyên ngành: Quản lý Biên giới, Quản lý Cửa khẩu.
- Tiến sĩ chuyên ngành Quản lý Biên giới.

## Giám đốc qua các thời kỳ
- Hà Ngọc Tiếu, Trung tướng, Hiệu trưởng Trường Sĩ quan Công an nhân dân vũ trang (1972-1976), Hiệu trưởng Đại học Công an nhân dân vũ trang (tháng 11 năm 1976 – tháng 4 năm 1977).
- Trần Xuân Tịnh, Thiếu tướng (2007).
- Trần Hữu Phúc, Thiếu tướng (2012), Trung tướng (2016).
- Trịnh Hoàng Hiệp, Thiếu tướng (2017).
- Khuất Văn Tuấn, Đại tá.

## Chính ủy qua các thời kỳ
- 2009-2014, Hoàng Văn Đồng, Thiếu tướng (2009).
- 2014-2020, Đinh Trọng Ngọc, Thiếu tướng, nguyên Chính ủy BĐBP tỉnh Quảng Nam.
- 2020- nay, Nguyễn Thái Sinh, Thiếu tướng, nguyên Chính ủy BĐBP tỉnh Ninh Bình.